# 土曜クラウン劇場 みゆ×てつ
『土曜クラウン劇場 みゆ×てつ』（どようくらうんげきじょうみゆてつ）は、2022年4月2日から放送されているラジオ大阪の音楽番組である。

## パーソナリティ
- 津吹みゆ
- 木村徹二

## コーナー
- 16時42分頃～

日本クラウン今月の推薦曲
2022年4月：羽山みずき「こころ町」
2022年5月：原田波人「偽りのくちびる」
2022年6月：三山ひろし「夢追い人」
2022年7月：田中あいみ「大阪ロンリネス」
2022年8月：真木ことみ「くれないの糸」
2022年9月：瀬口侑希「誘惑のスキャンダル」
2022年10月：北島兄弟「俺節」
2023年2月：舞乃空「うたかた」
- 16時47分頃～

・奇数週
　みゆのうららか日記（2022年4月-）
・偶数週
　徹二の弟日記（2022年4月-9月）
　徹二の哲学（2022年10月-）